# ゲームアーカイブ・プロジェクト
ゲームアーカイブ・プロジェクト（Game Archive Project、略称 GAP）は、京都府を中心に1998年に発足し、「人材育成を目的としたテレビゲームのアーカイブ構築とその活用」を標榜し、産業、官業、学業の産官学が協力して進めているコンピューター・ゲームの情報収集、データベース化を目的としたプロジェクトである。なお、名前が似て紛らわしいがソニー・コンピュータエンタテインメントがPlayStation StoreでPS1ソフトを配信している「ゲームアーカイブス」とはほぼ無関係。

## 概要
京都府のコーディネートのもと、京都リサーチパーク株式会社が立命館大学に研究委任する形で1998年4月にスタートした。なお、立命館大学では元任天堂の上村雅之氏や、ゲームニクス理論のサイトウアキヒロ氏を教授に迎えるなど、非常にゲーム業界とは関わり深い大学である。ゲーム業界からは任天堂とセガ・エンタープライゼス（現セガ）が協力しており、ソフト、ハードの情報を多く提供している。また、デジタルアーカイブ構想とも連動している。
データベース化されるものの対象は、すべてのテレビゲームであり、タイトル、略称、発売ブランドメーカー名、発売日価格、著作権表示、機種、（ゲームソフトの内容自体のデータは含まれない）等のデータを収集し、それらをオープンコンテンツにしてテレビゲームに関する研究成果を備蓄することが目的である。
また、ゲームと社会、教育などの関連性も模索しており、シンポジウムの開催なども行う。

## 公式サイト
- ゲームアーカイブ・プロジェクト
- ゲームアーカイブ・プロジェクト - メディア芸術データベース